# FK Bregalnica Štip
FK Bregalnica este un club de fotbal din Štip, Macedonia care evoluează în Prima Ligă (Macedonia).